# الکساندر ایتکن
الکساندر ایتکن (انگلیسی: Alexander Aitken; ۱ آوریل ۱۸۹۵ – ۳ نوامبر ۱۹۶۷) یک دانشمند اهل نیوزیلند بود.